# JASDAQインターネット開示システム
JASDAQインターネット開示システム(Jasdaq internet Disclosure System)とは、ジャスダック証券取引所が適時開示をより迅速かつ広範に伝達することを目的として運営していた、インターネットによるジャスダック上場会社の開示情報閲覧システムのこと。略してJDSともいう。

## 概要
JASDAQインターネット開示システムは、ジャスダック上場会社が開示した決算短信、適時開示資料等をTDnetと連携することにより、投資家、アナリストおよび報道機関等に迅速かつ広範に情報提供を行うため構築されたシステム。
2010年4月にジャスダック証券取引所が大阪証券取引所に吸収されたのに伴い、ジャスダック上場企業の適時開示はTDnetに一本化された。

## 掲載情報

### 閲覧可能な情報
- 決算短信は、過去5年分
  - 適時開示に係る宣誓書
  - 有価証券報告書（半期報告書）の適正性に関する確認書
  - 決算短信（中間、連結を含む）
  - 業績予想の修正
  - 配当予想の修正
  - 公募増資、転換社債型新株予約権付社債・新株予約権付社債の発行
  - 株式分割、株式併合、単元株式数の変更
  - 自己株式の取得に関する開示資料

- その他縦覧資料等は、15か月分
  - 上場申請のための有価証券報告書
  - 上場申請のための半期報告書
  - 非上場会社の概要書
  - 会社分割概要書（分割会社用）
  - 会社分割概要書（承継会社用）
  - 営業（事業）の譲渡概要書
  - 営業（事業）の譲受け概要書
  - 異動子会社に関する概要書
  - 営業上の固定資産の譲渡概要書
  - 営業上の固定資産の譲受け概要書
  - 第三者割当増資に係る株式等の確約書（写）
  - 第三者割当増資に係る株式等の譲渡報告書
  - 改善報告書
  - 第三者割当増資株券の譲渡に係る報告遅延に関する改善報告書
  - 大量保有報告書等

### ファイル形式
- 開示情報データは、PDFファイルとなっている。

### 閲覧端末仕様
- ブラウザ：インターネット・エクスプローラ 5以降
- PDF閲覧：Adobe Reader

## メニュー
- 日別一覧(適時開示資料・その他縦覧資料)
- 開示文書の検索・閲覧
- 適時開示規則に基づく縦覧書類の提出状況
- 開示資料等一覧